# Ral·li d'Irlanda

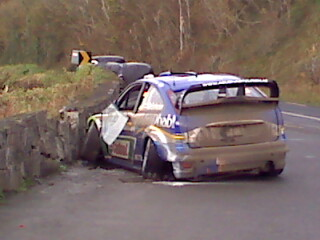
La topada de Marcus Grönholm a l'edició de 2007.

El Ral·li d'Irlanda (en anglès, Rally Ireland) fou un ral·li que arribà a formar part del Campionat Mundial de Ral·lis de la Federació Internacional d'Automobilisme (FIA). Els seus trams es disputaven a Irlanda, als municipis de Sligo, Fermanagh, Donegal, Leitrim, Tyrone, Roscommon i Cavan. Tenia el suport dels governs irlandès i britànic.

## Guanyadors
A 31 de desembre de 2009
| Any  | Edició            | Pilot           | Copilot      | Cotxe              | Camp. |
| ---- | ----------------- | --------------- | ------------ | ------------------ | ----- |
| 2005 | 1st Rally Ireland | Matthew Wilson  | Michael Orr  | Ford Focus WRC     |       |
| 2006 | 2nd Rally Ireland | Eugene Donnelly | Paul Kiely   | Toyota Corolla WRC |       |
| 2007 | 3rd Rally Ireland | Sébastien Loeb  | Daniel Elena | Citroën C4 WRC     | WRC   |
| 2009 | 4th Rally Ireland | Sébastien Loeb  | Daniel Elena | Citroën C4 WRC     | WRC   |